# بوئینگ مدل ۲
بوئینگ مدل ۲ (به انگلیسی: Boeing Model 2) یک هواپیمای ساختِ بوئینگ در کشور ایالات متحده آمریکا است. نخستین استفاده‌کنندهٔ این هواپیما نیروی دریایی ایالات متحده آمریکا بوده‌است. این هواپیما در ۱۵ نوامبر ۱۹۱۶ میلادی نخستین پرواز خود را انجام داد.